# Flughafen Ankara-Esenboğa

i7
i11
i13
Der Flughafen Ankara-Esenboğa (auch Flughafen Esenboğa oder Flughafen Ankara; türkisch Esenboğa Havalimanı, Ankara Esenboğa Havalimanı oder Ankara Havalimanı, IATA-Code: ESB, ICAO-Code: LTAC) ist ein türkischer Großflughafen, der im Jahre 1955 eröffnet wurde. Der Flughafen befindet sich in der gleichnamigen Vorstadt Esenboğa. Das Stadtzentrum von Ankara ist 28 Kilometer entfernt und kann mit dem Flughafenbus und Taxis erreicht werden. Die Fahrtzeit liegt bei etwa 30 bis 60 Minuten.
Der Flughafen wurde im ersten Jahrzehnt des 21. Jahrhunderts erheblich ausgebaut und erneuert. 2018 wurden am Flughafen Ankara-Esenboğa 16.732.651 Passagiere abgefertigt, wovon knapp 87 %, also 14.483.453, auf den in Ankara vergleichsweise starken Inlandsverkehr entfielen. Im Jahr 2019 kam es zu einem deutlichen Rückgang der inländischen Passagierzahlen, weshalb sich das jährliche Passagieraufkommen insgesamt um fast 20 % zum Vorjahr verringerte (13.692.954).

## Geschichte

### Vorgeschichte und Anfänge
Der Flughafen Ankara-Esenboğa wurde in den 1950er Jahren gebaut, um den kompletten Zivilflugverkehr des bis dahin gemischt militärisch und zivil genutzten Flughafens Ankara-Güvercinlik zu übernehmen. Der Güvercinlik-Flughafen lässt sich bis auf das Jahr 1912 zurückverfolgen.
Der Flughafen Ankara-Güvercinlik diente der Vorgängergesellschaft der Turkish Airlines, der 1933 gegründeten State Airlines Administration, in den Anfangsjahren sowohl als technische wie auch als betriebliche Basis. Sie bediente in den ersten Jahren ihres Bestehens ausschließlich die Strecken von Ankara nach Istanbul und Eskisehir, nach 1947 auch eine Route nach Athen via Istanbul. Die Gesellschaft siedelte mit der Zeit an den größeren Flughafen Istanbul um. Dennoch blieb der Bau eines zivilen Flughafens nicht aus. Der alte Flughafen Güvercinlik sollte der Militärluftfahrt zur Verfügung stehen, der neue ausschließlich Zivilflughafen sein.
Für den Bau des Flughafens schloss die türkische Regierung 1947 mit der J.C White Westinghouse Electric International Corporation einen Vertrag zum Bau beziehungsweise Ausbau von zwei Zivilflughäfen im Land, dem heute als Flughafen Istanbul-Atatürk bekannten, damals Yesilköy-Flughafen genannten Flughafen, und dem Flughafen Ankara-Esenboğa. Im Vertrag wurde festgelegt, dass die Westinghouse für die Anlagenausstattung zuständig sein sollte. Die Bauarbeiten wurden 1951 in Angriff genommen und so konnte der Flughafen Ankara-Esenboğa 1955 als zweiter internationaler Flughafen der Türkei eröffnet werden. Der Umbau des Istanbuler Flughafens war bereits früher abgeschlossen worden. Der neue Flughafen nahm ab diesem Datum sämtliche Verkehrsflüge auf, während der alte ausschließlich der türkischen Luftwaffe diente. Noch heute ist der Güvercinlik-Flughafen eine wichtige Basis der Luftwaffe.
Der Flughafen wurde in der Nähe des Ortes Esenboğa errichtet, was zum von Anfang an bestehenden Namen Esenboğa Havalimani oder Ankara Esenboğa Havalimani führte. Der Ortsname Esenboğa bedeutet übersetzt so viel wie gesunder Stier. Zu seiner Einweihung bestand der Flughafen Ankara-Esenboğa aus einer Start- und Landebahn, die um ungefähr 1000 Meter verlängert noch heute als Runway 03R/21L fungiert, sowie einem Fluggastgebäude. Der bereits 1954 fertiggestellte Wartungshangar befindet sich weiterhin in Betrieb.

### Weitere Entwicklung
Ab den 1950er Jahren erlebten die Passagierzahlen in der Türkei und auch in Ankara einen kleinen Boom, doch waren Flüge immer noch einer sehr kleinen Bevölkerungsschicht vorbehalten.
In den Jahrzehnten nach der Eröffnung wurden Bauarbeiten und Erweiterungen hauptsächlich an den Wartungshangars und Maintenance-Anlagen vorgenommen. So errichtete man 1964 einen kleinen Hangar und eine weitere, größere Wartungshalle wurde im Folgejahr fertiggestellt. Auch erhielt der Flughafen 1968 ein Gebäude, in dem eine Lounge sowie eine Erste-Hilfe-Station untergebracht war.
Die Passagierzahlen stiegen in den 1970er und 1980er Jahren sehr stark an, sodass die bestehenden Einrichtungen allmählich ihre Kapazitätsgrenze erreicht hatten. Deshalb erweiterte man in den 1980er Jahren die bestehenden Passagieranlagen erheblich, indem man direkt neben dem bestehenden Terminal einen Anbau errichtete, der für Inlandsflüge genutzt wurde, während internationale Flüge im alten Gebäudeteil untergebracht wurden. Diese Baumaßnahme konnte 1984 abgeschlossen werden. Im gleichen Jahr folgte die Inbetriebnahme der Parallelbahn 03L/21R, welche die Runwaykapazität erweiterte. Diese Ausbauten lagen auf der Linie der Wirtschaftspolitik, die sich seit 1980 begonnen hatte zu ändern. Sie zielte weniger auf eine Ausdehnung und Intensivierung des Binnenmarktes und eine Verbindung der Zentren untereinander als zunehmend auf eine Anbindung an die internationalen Märkte. Baute man zunächst Straßen- und nationale Flugverbindungen aus, so waren es nun verstärkt die internationalen Verbindungen.
Im Jahr 1990 wurden ein neuer Kontrollturm sowie ein weiteres Werkstattgebäude errichtet.

### Planungen der 1990er Jahre
Während die Runwaykapazität mehr als ausreichend war, wurden in den 1990er Jahren die Mängel an dem alten Fluggastgebäude immer deutlicher. Neben dem Faktor, dass sowohl der internationale als auch der nationale Gebäudeabschnitt nach und nach hoffnungslos überlastet waren, stach nach rund 50 Jahren immer stärker der veraltete Bau negativ hervor. Das Gebäude war den Anforderungen der Zeit nicht mehr gewachsen, da es eng und dunkel gebaut war. 1998 beschloss man deshalb den Neubau eines Fluggastgebäudes, der durch ein Build-Operate-Transfer-Projekt finanziert werden sollte. Man führte deshalb noch im selben Jahr erste Ausschreibungen durch. 

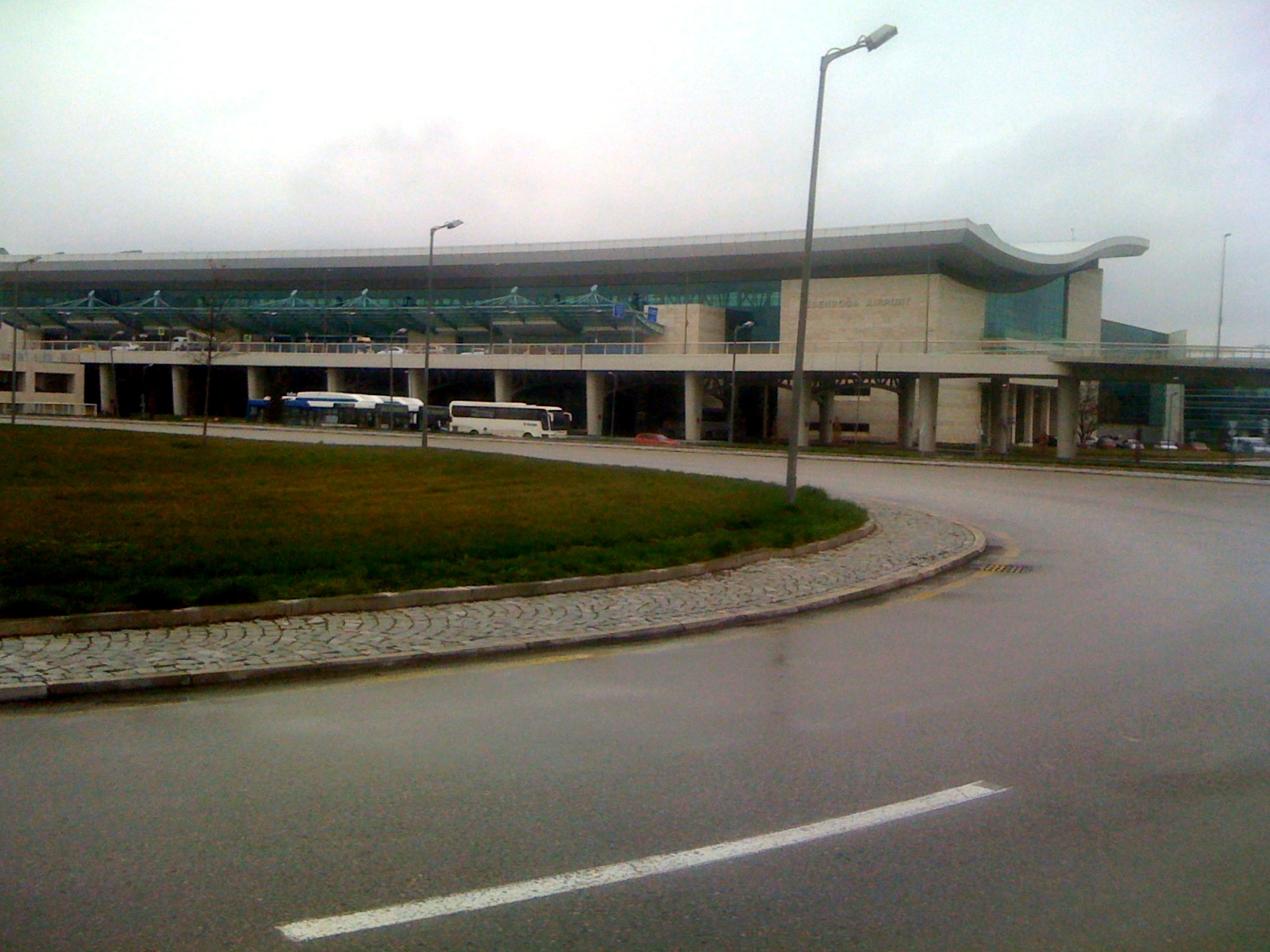
Das neue Fluggastgebäude, landseitig gesehen

Im Jahr 1997 wurde am Flughafen zudem der Grundstein für ein neues Simulationszentrum für die Pilotenausbildung gelegt, dessen Einweihung 2002 erfolgte. Auf einer Fläche von 17.000 Quadratmetern finden sich zahlreiche Flugzeugsimulatoren.

## Betrieb und Besitzverhältnisse

### Konzessionsvertrag
Der Flughafen Ankara-Esenboğa befindet sich im Besitz des staatlichen Flughafenbetreibers Devlet Hava Meydanlari Isletmesi (DHMI), der im Jahr 2011 alle 32 Verkehrsflughäfen der Türkei besaß. An den meisten Flughäfen zeichnet Devlet Hava Meydanlari Isletmesi auch direkt für den Betrieb verantwortlich, an einigen der großen Flughäfen des Landes, darunter auch am Flughafen Ankara-Esenboğa, funktioniert der Betrieb jedoch über ein Betreibermodell (auch BOT oder Build-Operate-Transfer-Verfahren genannt). Dabei baut oder erweitert eine private Gesellschaft ein Terminal oder die Anlagen an einem bestehenden Flughafen und darf sie eine bestimmte Zeit lang betreiben. Nach einem vereinbarten Zeitraum wird das Terminal mit den Anlagen an den Staat, respektive dessen Flughafenbetreiber DHMI übergeben.

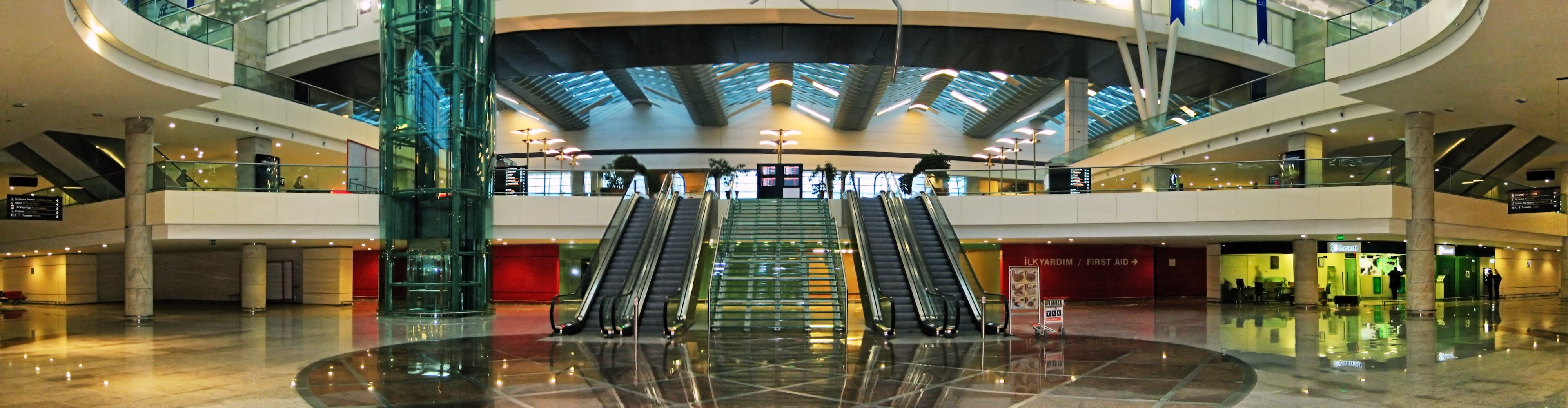
Das neue Terminal, das 2006 eröffnet wurde

Auch am Esenboğa-Flughafen wird der Betrieb durch ein BOT-Verfahren gestaltet. Das neuerrichtete, verbundene internationale und nationale Terminal, das sämtlichen Passagierluftverkehr aufnimmt, wurde durch ein solches Verfahren mit dem Unternehmen TAV Airports Holding gebaut und betrieben.

### Handling und Abfertigung
Das Handling, die Bodendienste und die Abfertigung am neuen Terminal werden durch die drei Dienstleistungsfirmen TGS, Havaalanlari Yer Hizmetleri A.S. (HAVAS) und Çelebi Ground Handling erbracht, die mit TAV Airports einen Vertrag unterzeichnet haben.
Nachdem der Enkelsohn Bekir Çelebi auf eigenen Wunsch das Unternehmen verlassen hat und somit auf die Stelle als CEO verzichtet, hat das Unternehmen 13,48 % im Index verloren. Die Familie berichtet, dass das Portfolio am Flughafen Frankfurt/Main und München ausgebaut wird.

## Terminals

### Altes Terminal

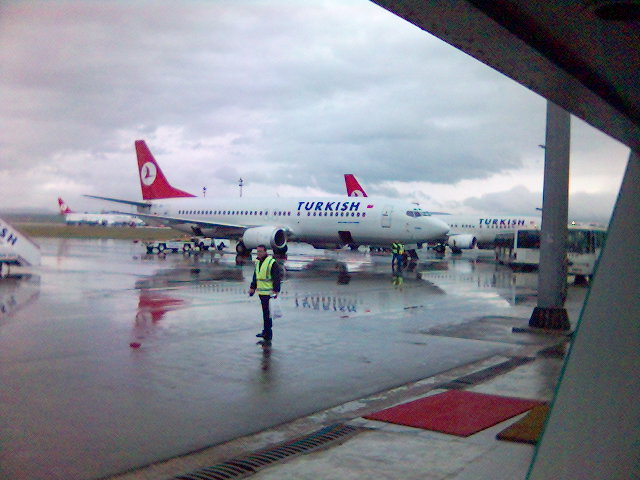
Vorfeld des alten Terminals im Jahr 2005

Das alte Terminal des Flughafens, inzwischen im Passagierdienst nicht mehr genutzt, war über fünf Jahrzehnte das einzige Passagierterminal am Flughafen, bis es im Herbst 2006 durch den Neubau ersetzt wurde. Das Gebäude, das bislang nicht abgerissen wurde, liegt nordöstlich des neuen Terminals. Der Bau wurde seit seiner Eröffnung gebäudeseitig mit Ausnahme des Anbaus in den 1980er Jahren kaum ausgebaut, lediglich die Vorfelder waren in alle Richtungen erweitert worden. Das Einsteigen in die Flugzeuge erfolgte mangels Fluggastbrücken immer über Treppen.
Wegen seines Alters und weil es kaum modernisiert worden war, war es bei den Passagieren schon Jahre vor der Schließung äußerst unbeliebt. Sie bemängelten vor allem seine Enge und das wenige Tageslicht, das in den Bau eindrang sowie die veralteten Räume. Die Kapazität lag bei rund 2 Millionen Passagieren im Jahr, jedoch überstiegen die erreichten Zahlen in den letzten Betriebsjahren mitunter die Grenze von über vier Millionen Passagieren im Jahr, was ein Doppeltes der Kapazität war. Das Terminal war dadurch überfüllt und überlastet.
Nach dem Wegfall des Passagierverkehrs werden das Terminal und sein Vorfeld jedoch für gelegentliche Sonderaufgaben und andere Serviceleistungen wie eine medizinische Station vorgehalten (Stand: 2011).

### Neues Terminal

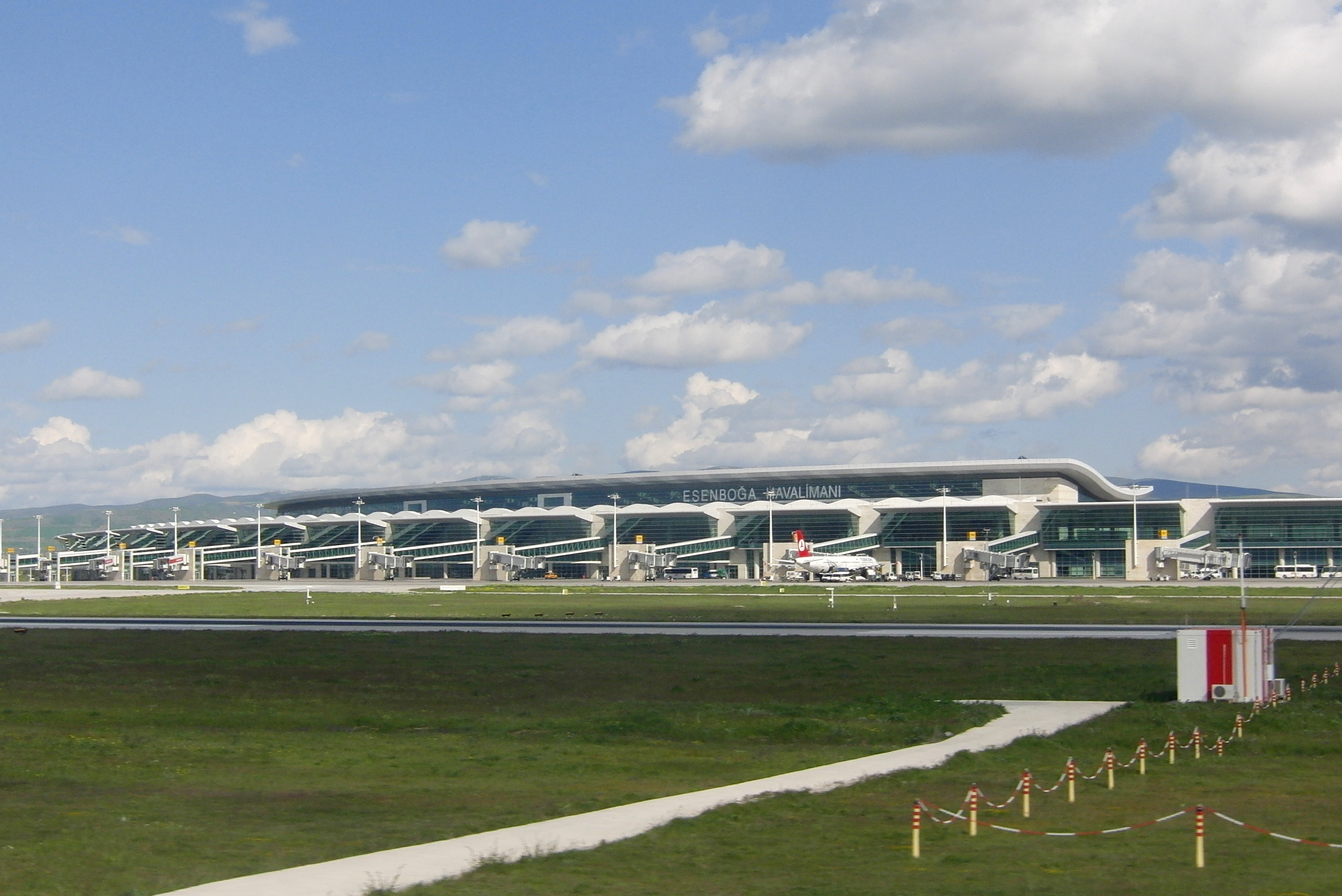
Neues Terminal von der Startbahn aus gesehen.

Im September 2004 unterzeichnete TAV Airports mit der staatlichen DHMI einen Vertrag zum Neubau eines Terminals nach dem Build-Operate-Transfer-Konzept. Das heißt, dass TAV auf dem staatlichen Flughafen Ankara ein neues Terminal bauen konnte, um dieses anschließend zu betreiben, bis die vereinbarte Frist abgelaufen ist, ab der das neue Terminal und der Flughafen wieder durch DHMI betrieben wird. Man vereinbarte eine Bauzeit von drei Jahren sowie einen anschließenden Betrieb durch TAV Airports von 15 Jahren und acht Monaten.
Die Bauarbeiten wurden im selben Monat wie Vertragsunterzeichnung aufgenommen, September, und zwar am 24. September 2004. Neben dem Terminal wurde im Vertrag auch noch der Bau eines neuen Parkhauses direkt vor dem neuen Fluggastgebäude.
Der Bau des neuen Terminals und des Parkhauses, an dem zahlreiche namhafte Baufirmen beteiligt waren, ging schneller vonstatten als geplant und benötigte statt der 36 veranschlagten Monate lediglich 24 Monate. TAV Airports konnte jedoch vereinbaren, die Eröffnung vorzuziehen und gleichzeitig die beim Bau nicht benötigte Zeit als zusätzliche Betriebszeit vor dem Transfer an DHMI zu nutzen. Die Baukosten beliefen sich auf umgerechnet 189 Millionen Euro.
Der Vertrag sah vor, dass das Gebäude 16 Jahre und sieben Monate lang durch TAV Airports betrieben wird, bis es im Mai 2023 an DHMI fällt. Im Dezember 2022 wurde der Nutzungsvertrag jedoch bis 2050 verlängert. Um den Energieverbrauch zu verringern, wurde die Einrichtung einer in die Fassade integrierten Solaranlage vorgesehen.
Das neue Terminal verfügt über einen langen, gebogenen Gebäudetrakt mit insgesamt 18 Fluggastbrücken. Der Trakt ist in zwei Abschnitte unterteilt, wobei der im Nordosten gelegene Teil den internationalen und der im Südwesten gelegene Abschnitt den nationalen Flügen vorbehalten ist. Erforderlich ist dies, da für internationale Flüge Passkontrollen und andere Sicherheitsvorkehrungen vonnöten sind. Es gibt insgesamt 36 Passkontrollschalter, von denen 18 in der Abflugebene und die restlichen 18 in der Ankunftsebene aufgestellt sind.
Es hat eine Kapazität von einer Million Fluggästen im Jahr.
Dennoch ist der Terminal das erste Fluggastgebäude an einem Flughafen in der Türkei, wo internationale und Inlandsflüge unter einem Dach abgefertigt werden.
Vor dem Flugsteig, landseitig, befindet sich die große Abflug- und Ankunftshalle des Flughafens. In der großzügig geschnittenen Halle, die ebenso wie der Gatebereich durch viel Tageslicht erleuchtet wird und mit Grünpflanzen bepflanzt ist, befinden sich die Check-in-Schalter, insgesamt 129, Check-in-Automaten und Übergepäckschalter. In der Halle befindet sich auch ein großer künstlicher See mit Wasserspielen.

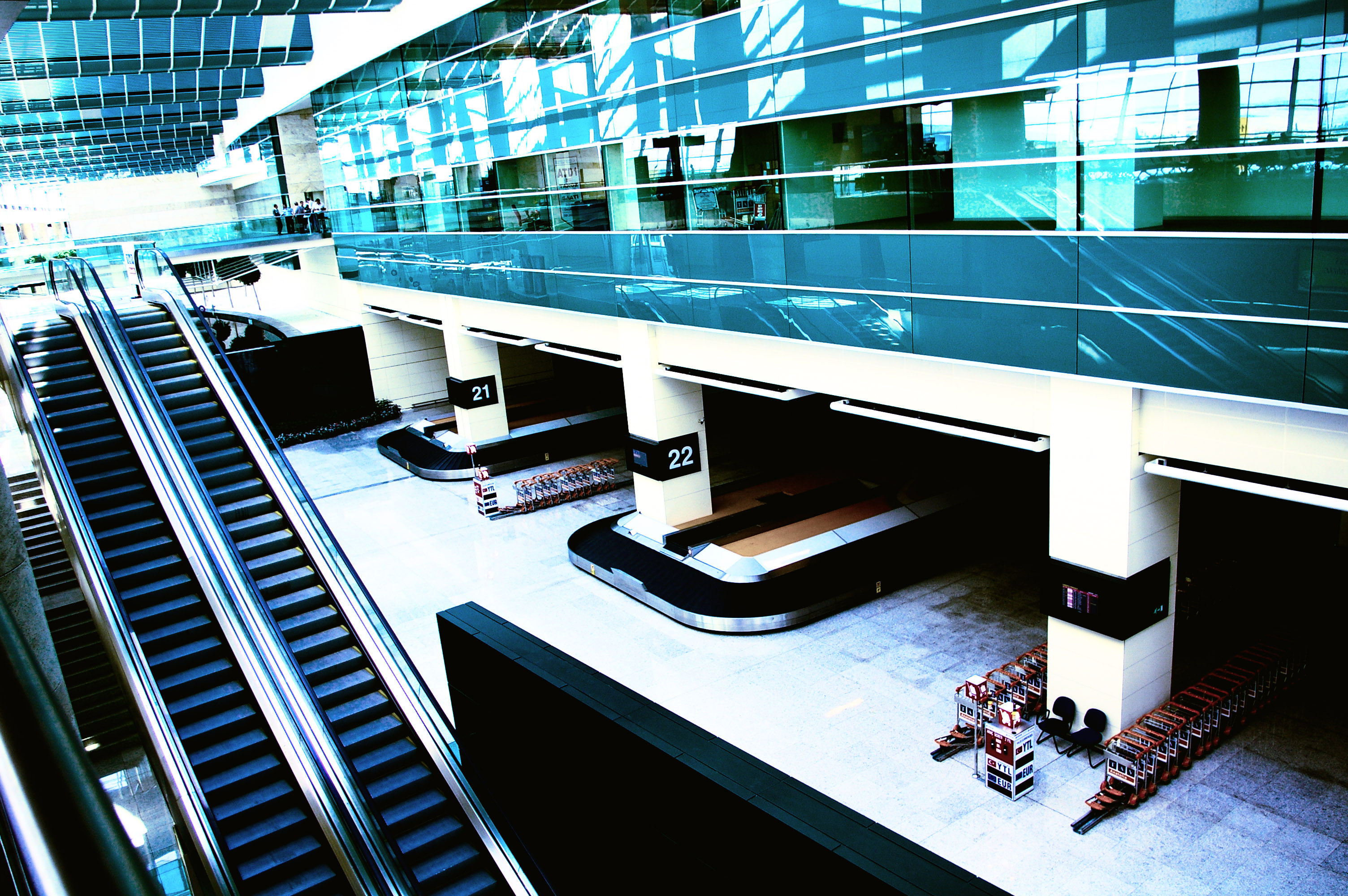
Einige der Gepäckbänder im Flughafen Ankara

Ebenfalls sind in der zentralen Halle die Gepäckausgabebänder angesiedelt. Die insgesamt neun Gepäckkarussells, wovon vier für internationales Gepäck und die restlichen fünf für nationales Fluggepäck vorbehalten sind, befinden sich im Untergeschoss. Zudem gibt es auch Ausgabeeinrichtungen für Spezialgepäck.
Wie auch an den meisten Verkehrsflughäfen weltweit besitzt der Esenboğa-Flughafen große Gastronomieareale. Die zahlreichen Restaurants und Schnellimbisse erstrecken sich ab in der Abflughalle beginnend über den gesamten Abflugpier. Die gesamte Gastronomiefläche beträgt 5200 Quadratmeter.

## Fluggesellschaften und Ziele

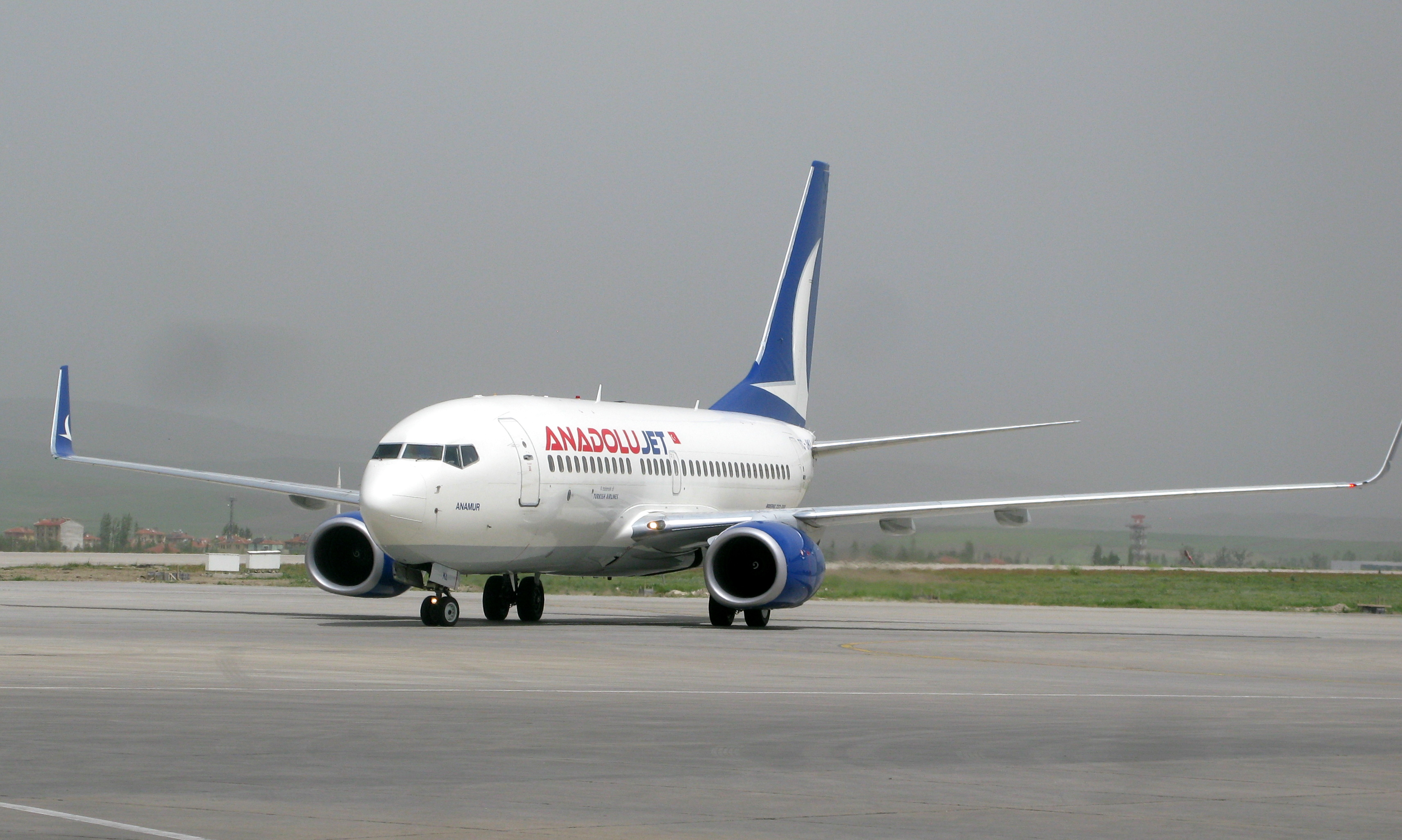
Flugzeug der wichtigsten Airline vor Ort, AnadoluJet

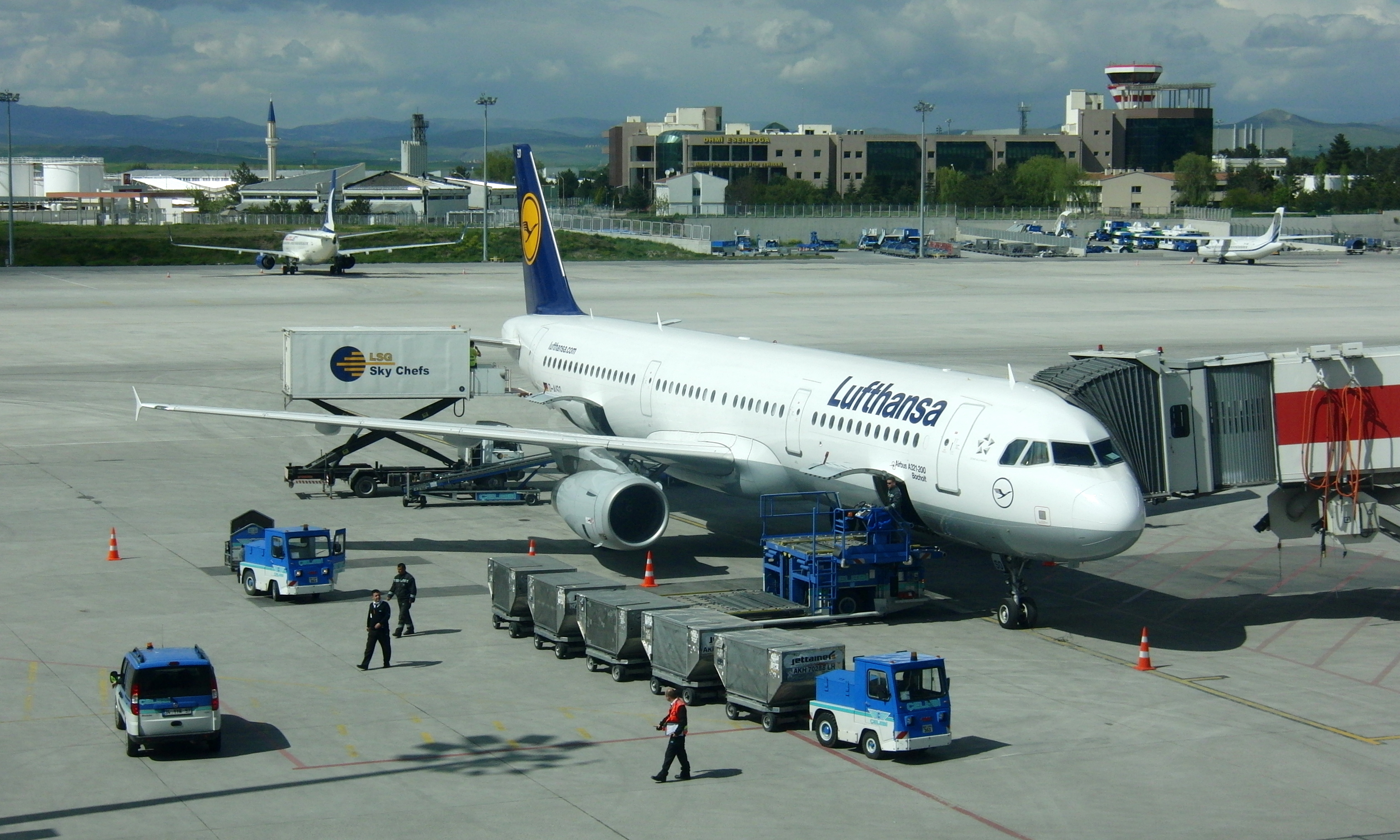
Beladen eines Airbus A321 der Lufthansa

Der Flughafen Ankara ist durch zahlreiche Fluggesellschaften mit vielen Zielen verbunden.
Im deutschsprachigen Raum werden folgende Ziele nonstop angeflogen: Köln/Bonn, Stuttgart, Düsseldorf, Frankfurt, Hamburg und Wien.
Die mit weitem Abstand wichtigste Fluggesellschaft ist die türkische Billigfluglinie AJet, eine 2008 gegründete Tochter der Turkish Airlines.

## Lounges
Am Flughafen befinden sich mehrere Lounges. Die einzige von einer Fluggesellschaft betriebene ist die der Turkish Airlines. Die Lounges befinden sich entweder im Inlandsflügel oder im Flügel der internationalen Abflüge.

## Verkehrszahlen
| Jahr | Inland     | Veränderung Inland | International | Veränderung International | Gesamt     | Veränderung Gesamt |
| ---- | ---------- | ------------------ | ------------- | ------------------------- | ---------- | ------------------ |
| 2024 | 9.623.337  | ▲ 5,9 %            | 3.229.687     | ▲ 14,4 %                  | 12.853.024 | ▲ 7,9 %            |
| 2023 | 9.090.436  | ▲ 34,8 %           | 2.823.646     | ▲ 48,4 %                  | 11.914.082 | ▲ 37,8 %           |
| 2022 | 6.742.033  | ▲ 17,7 %           | 1.902.934     | ▲ 46,2 %                  | 8.644.967  | ▲ 23,0 %           |
| 2021 | 5.727.199  | ▲ 29,7 %           | 1.298.976     | ▲ 73,9 %                  | 7.026.175  | ▲ 36,1 %           |
| 2020 | 4.316.032  | ▼ 62,2 %           | 740.419       | ▼ 67,5 %                  | 5.056.451  | ▼ 63,1 %           |
| 2019 | 11.417.759 | ▼ 21,2 %           | 2.275.195     | ▲ 1,5 %                   | 13.692.954 | ▼ 18,2 %           |
| 2018 | 14.498.102 | ▲ 4,8 %            | 2.241.901     | ▲ 12,7 %                  | 16.740.003 | ▲ 5,8 %            |
| 2017 | 13.828.365 | ▲ 19,8 %           | 1.988.793     | ▲ 32,9 %                  | 15.817.158 | ▲ 21,3 %           |
| 2016 | 11.547.240 | ▲ 9,3 %            | 1.496.876     | ▼ 3,5 %                   | 13.044.116 | ▲ 7,7 %            |
| 2015 | 10.562.282 | ▲ 10,1 %           | 1.551.157     | ▲ 7,4 %                   | 12.113.439 | ▲ 9,8 %            |
| 2014 | 9.591.350  | ▲ 2,4 %            | 1.444.256     | ▼ 8,1 %                   | 11.035.606 | ▲ 0,9 %            |
| 2013 | 9.369.832  | ▲ 22,0 %           | 1.572.228     | ▼ 1,3 %                   | 10.942.060 | ▲ 18,0 %           |
| 2012 | 7.679.371  | ▲ 8,5 %            | 1.593.737     | ▲ 13,4 %                  | 9.273.108  | ▲ 9,3 %            |
| 2011 | 7.080.072  | ▲ 10,0 %           | 1.405.395     | ▲ 5,8 %                   | 8.485.467  | ▲ 9,3 %            |
| 2010 | 6.435.221  | ▲ 29,0 %           | 1.328.693     | ▲ 21,4 %                  | 7.763.914  | ▲ 27,6 %           |
| 2009 | 4.990.134  | ▲ 12,3 %           | 1.094.270     | ▼ 12,3 %                  | 6.084.404  | ▲ 6,9 %            |
| 2008 | 4.444.311  | ▲ 23,1 %           | 1.247.822     | ▼ 7,5 %                   | 5.692.133  | ▲ 14,8 %           |
| 2007 | 3.609.122  | ▲ 9,8 %            | 1.349.006     | ▲ 7,1 %                   | 4.958.128  | ▲ 9,0 %            |
| 2006 | 3.287.585  | ▲ 24,5 %           | 1.259.993     | ▲ 5,9 %                   | 4.547.578  | ▲ 18,7 %           |
| 2005 | 2.640.604  | ▲ 23,3 %           | 1.189.250     | ▲ 4,8 %                   | 3.829.854  | ▲ 16,9 %           |
| 2004 | 2.141.047  | ▲ 20,7 %           | 1.134.678     | ▲ 12,3 %                  | 3.275.725  | ▲ 17,7 %           |
| 2003 | 1.773.531  | ▼ 2,3 %            | 1.010.396     | ▼ 1,1 %                   | 2.783.927  | ▼ 1,9 %            |
| 2002 | 1.814.563  | –                  | 1.022.065     | –                         | 2.836.628  | –                  |

## Zwischenfälle
Im Folgenden findet sich eine Liste von Flugunfällen und Flugzeugentführungen, die in der Nähe des Flughafens Ankara stattgefunden haben beziehungsweise für die der Flughafen Ankara-Esenboğa anderweitig von hoher Bedeutung für den Vorfall war.

### Flugunfälle
- Am 28. November 1957 wurde eine Douglas C-124C Globemaster II der United States Air Force (USAF) (Luftfahrzeugkennzeichen 52-0995) beim Anflug 10 Kilometer vor dem Flughafen Ankara-Esenboğa in hügeliges Gelände geflogen. Das Transportflugzeug kam mit acht Besatzungsmitgliedern und Fracht von der Wheelus Air Force Base (Libyen). Durch diesen CFIT (Controlled flight into terrain) wurden von den acht Insassen 3 getötet.[25]

- Am 19. Januar 1960 verunglückte eine im Jahr zuvor ausgelieferte Sud Aviation Caravelle 1 der Scandinavian Airlines System (SAS) mit dem Kennzeichen OY-KRB im Landeanflug in Ankara. An Bord befanden sich insgesamt 42 Menschen, davon sieben Crewmitglieder und 35 Passagiere. Die in Istanbul gestartete Maschine sank unter die Mindestsicherheitshöhe und verfehlte die Landebahn. Das Flugzeug flog etwa zehn Kilometer südwestlich der Landebahn ins Gelände und wurde zerstört. Alle 42 Insassen kamen ums Leben (siehe auch Scandinavian-Airlines-System-Flug 871).[26]

- Am 23. September 1961 wurde eine Fokker F-27-100 der Türk Hava Yollari - THY  (TC-TAY) 18 Kilometer vor dem Zielflughafen Ankara-Esenboğa in einen Berg geflogen. Bei diesem CFIT, Controlled flight into terrain, wurden von den 29 Insassen 28 getötet, alle 4 Besatzungsmitglieder und 24 Passagiere.[27]

- Am 21. Dezember 1961 ging eine De Havilland Comet 4B der British European Airways (G-ARJM) auf dem in Kooperation mit der zypriotischen Cyprus Airways durchgeführten Flug von Ankara nach Nikosia unmittelbar nach dem Abheben in eine extrem steile Fluglage über. Es kam zu einem Strömungsabriss und zum Absturz. Als Ursache wird eine Fehlfunktion des künstlichen Horizonts auf der Seite des Kapitäns vermutet. Von den 34 Insassen starben 27, darunter alle sieben Mitglieder der Crew und 20 der 27 Passagiere (siehe auch British-European-Airways-Flug 226).[28]

- Am 1. Februar 1963 kollidierte eine Vickers 754D Viscount der Middle East Airlines (MEA) (OD-ADE) mit einer von der türkischen Luftwaffe betriebenen Douglas DC-3/C-47A-80-DL (CBK-28) über der Stadt Ankara. Die Viscount befand sich im Anflug auf den Flughafen Ankara-Esenboğa. Die Flugzeuge stürzten in verschiedene Stadtgebiete, unter anderem in einen stark belebten Marktplatz. Neben allen an Bord der beiden Flugzeuge befindlichen 17 Personen (14 in der Viscount, 3 in der DC-63) starben 87 Menschen am Boden (siehe auch Middle-East-Airlines-Flug 265).[29][30]

- Am 3. Februar 1964 wurde eine Douglas DC-3/C-47A-5-DK der türkischen Türk Hava Yollari – THY (heute Turkish Airlines) (TC-ETI) im Anflug auf den Flughafen Ankara-Esenboğa 12 Kilometer davor ins Gelände geflogen. Bei diesem CFIT (Controlled flight into terrain) wurden alle 3 Besatzungsmitglieder getötet, die einzigen Insassen auf dem Frachtflug.[31]

- Am 2. Februar 1969 wurde mit einer Vickers Viscount 794D der Türk Hava Yollari - THY (TC-SET) beim Landeanflug auf den Flughafen Ankara-Esenboğa zu tief angeflogen; sie kollidierte mit einem Strommast, stürzte ab und fing Feuer. Alle 26 Insassen überlebten diesen CFIT (Controlled flight into terrain).[32]

- Am 23. Dezember 1979 wurde eine Fokker F28-1000 (TC-JAT) der Türk Hava Yollari auf dem Weg vom Flughafen Samsun nach Ankara mit insgesamt 41 Passagieren und 4 Besatzungsmitgliedern an Bord im Anflug gegen einen Hügel geflogen, 32 Kilometer nördlich des Zielflughafens bei dem Ort Kuyumcuköy gelegen. Der Anflug sollte mithilfe des Instrumentenlandesystems durchgeführt werden, jedoch kam das Flugzeug von der Anflugroute ab und wurde dabei zerstört. Durch diesen CFIT, Controlled flight into terrain, wurden von den 45 Insassen 41 getötet, darunter 3 der 4 Besatzungsmitglieder und 38 der 41 Passagiere.[33]

- Am 16. Januar 1983 verunglückte eine vom damals noch unter dem Namen Yesilköy bekannten Atatürk-Flughafen in Istanbul kommende Boeing 727-2F2 der Türk Hava Yollari (THY) mit dem Kennzeichen TC-JBR bei der Landung in Ankara, als sie bei Schneetreiben 50 m vor der Landebahn aufsetzte. Die Maschine zerbrach und fing Feuer. Von den insgesamt 60 Passagieren und 7 Besatzungsmitgliedern starben 47 Passagiere. Lediglich 20 Insassen überlebten den Unfall, darunter alle Besatzungsmitglieder (siehe auch Turkish-Airlines-Flug 158).[34]

- Am 25. August 1989 hatte eine Boeing 727-200 ein Problem beim Start auf dem Esenboğa-Flughafen in Ankara. Die Maschine mit dem Kennzeichen TC-AJV der einheimischen Torosair mit insgesamt 157 Passagieren und 8 Besatzungsmitgliedern auf dem Weg zum Flughafen Maastricht in den Niederlanden streifte nach dem Abheben 300 m hinter dem Startbahnende eine Antenne des Instrumentenlandesystems. Die Piloten beschlossen, auf dem Ausgangsflughafen zu landen. Am Bug war es zu starken Beschädigungen gekommen, so dass sich eine Reparatur des Flugzeuges nicht gelohnt hätte, weshalb es schließlich abgeschrieben wurde. Die 165 Insassen kamen mit dem Schrecken davon.[35]

### Entführungen und Sonstiges

#### Terroranschlag 1982
Am 7. August 1982 verübten zwei (manche Quellen sprechen von drei) Armenier der Widerstandskämpfergruppe Armenian Secret Army for the Liberation of Armenia (Asala) einen Anschlag im Fluggastgebäude des Flughafens Ankara-Esenboğa. Die Terroristen waren mit automatischen Schusswaffen und einer Bombe ausgerüstet. Bei dem Anschlag töteten sie zwei Sicherheitsbeamte und sechs Passagiere und verletzten 72 weitere Menschen. Einer der Terroristen wurde ebenfalls getötet, während Levon Ekmekdschian gefasst und hingerichtet wurde.
- Am 30. März 1998 kam es auf einem Flug der Kibris Türk Hava Yollari mit einer Boeing 727 auf dem Weg vom Flughafen Ercan nach Ankara zu einer Entführung, bei der ein männlicher Passagier behauptete, er besäße eine Bombe und nutzte dies, um die Crew dazu zu zwingen, nach Köln zu fliegen. Die Piloten versuchten den Mann davon zu überzeugen, dass der Treibstoff nicht nach Köln reiche und landeten letztendlich auf Eigeninitiative am Esenboğa-Flughafen in Ankara. Kurz nach der Landung stürmten türkische Sicherheitskräfte das Flugzeug und nahmen den Mann gefangen. Keiner der insgesamt 105 Insassen erlitt einen Schaden, zudem ließ sich kein Sprengstoff finden.[38]

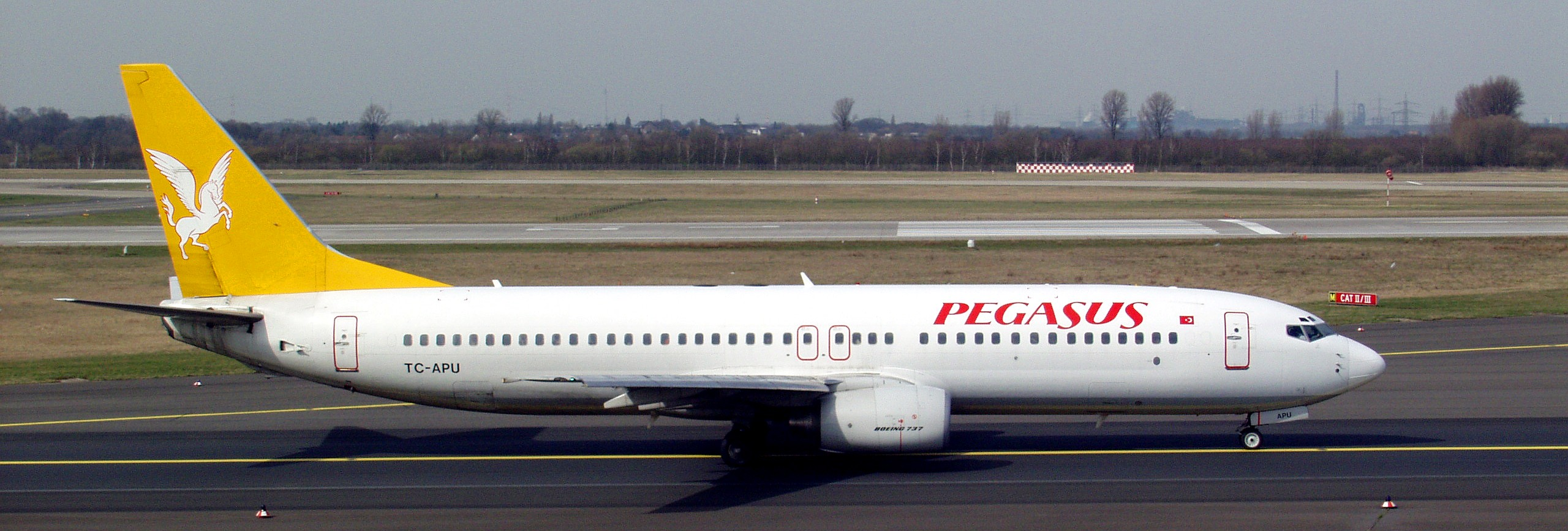
Die kurzzeitig gekidnappte Boeing 737-800 TC-APU während eines Besuchs in Düsseldorf

- Am 10. April 2007 auf einem Inlandsflug der Pegasus Airlines vom Flughafen Diyarbakir nach Istanbul-Sabiha Gökçen, der mit einer Boeing 737-800 mit dem Kennzeichen TC-APU durchgeführt wurde, behauptete ein männlicher Passagier, er habe eine Bombe an Bord geschmuggelt und möchte nach Ankara geflogen werden, wenn nicht, würde die Bombe gezündet werden. Die Piloten befolgten die Forderungen des Mannes und landeten in Ankara. Der Passagier wollte kurz vor der Landung, dass die Piloten doch lieber ins iranische Teheran fliegen möchten, dieses befolgten sie jedoch nicht mehr. Der Mann gab schließlich den Versuch 40 Minuten nach der Forderung wieder auf. Er wurde anschließend verhaftet; eine Bombe ließ sich nicht finden. Den 184 Insassen, darunter 6 Besatzungsmitglieder, passierte während des Vorfalls körperlich nichts.[39]